# مقاطعة ريفنا
مقاطعة ريفنا أو رِفنة (الأوكرانية:Рівненська область) هي مقاطعة في الشمال الغربي لأوكرانيا، مركزها الإداري هو مدينة ريفنو

## الجغرافيا
تقع ريفنا في الشمال غربي لأوكرانيا ،و هي تشكل جزءا من المنطقة التاريخية فولين، يحدها شمالاً روسيا البيضاء، وجنوباً خملنيتسكي وتيرنوبل، أما شرقا فيحدها زيتومير، أما غربا فيحدها كل من لفيف وفولين، تقدر مساحتها ب 20,047 كم²، حوالي 3.32٪ من المساحة الإجمالية لأوكرانيا.